# Amt Lichtenwalde
Das Amt Lichtenwalde war eine territoriale Verwaltungseinheit des Kurfürstentums Sachsen. 
Bis zum Ende der sächsischen Ämterverfassung im Jahr 1856 bildete es den räumlichen Bezugspunkt für die Einforderung landesherrlicher Abgaben und Frondienste, für Polizei, Rechtsprechung und Heeresfolge. 

## Geographische Ausdehnung
Das Gebiet des Amts Lichtenwalde befand sich nordöstlich der Stadt Chemnitz im heutigen Landkreis Mittelsachsen. Es wurde von der Zschopau durchflossen.

## Angrenzende Verwaltungseinheiten
| Schönburgische Herrschaften Wechselburg und Penig | Gebiet der Herrschaft Neusorge, gehörte ab 1610 zum Amt Augustusburg |                             |
| Amt Rochlitz (Exklave)                            | Kompassrose, die auf Nachbargemeinden zeigt                          | Amt Frankenberg-Sachsenburg |
| Amt Chemnitz                                      | Amt Augustusburg                                                     |                             |

## Geschichte
Um 1230 wurde die Wehranlage „Burg Lichtenwalde“ am linken Ufer der Zschopau als Bollwerk gegen die nördlich und östlich angrenzenden reichsunmittelbaren Herrschaften Mildenstein und Schellenberg errichtet. 
Das Gebiet des Amts Lichtenwalde existierte als Territorium seit dem 13. Jahrhundert. Um 1280 wird ein Ritter Heidenreich als Lehnsherr erwähnt. 1290 erwarb der Böhmenkönig Wenzel II. die Burg. Ab 1341 war es an die Burggrafen zu Meißen aus dem Geschlecht der Meinheringer verlehnt, welche später die Familie von Honsberg als Vasallen in Lichtenwalde einsetzten. 1439 tauschten Apel von Vitzthum und Conrad von Stein ihre Besitzungen mit denen von Honsberg und wurden somit neue Inhaber von Burg und Herrschaft, verloren diese aber im Verlauf des sächsischen Bruderkrieges 1447 wieder.
Ab 1447 ist die  Familie von Harras neuer Besitzer von Burg Lichtenwalde. Seit der Leipziger Teilung 1485 gehörte die Herrschaft und die Burg zur albertinischen Linie der Wettiner. Eustachius von Harras,  letzter Besitzer der Familie von Harras, starb 1561 ohne männliche Erben, worauf die Herrschaft Lichtenwalde an den Kurfürsten von Sachsen fiel und in das landesherrliche „Amt Lichtenwalde“ verwandelt wurde.
1694 erwarb die Familie von Bünau das Schloss Lichtenwalde im Austausch gegen Schloss Pillnitz bei Dresden, welches Kurfürst Johann Georg IV. seiner Mätresse Magdalena Sibylla von Neitschütz schenken wollte. Das Amt Lichtenwalde wurde wieder eine Grundherrschaft und als solche ab 1696 als Teil des 1633 vereinigten Amts Frankenberg-Sachsenburg verwaltet.
1719 ersteigerte Jakob Heinrich Graf von Flemming den verschuldeten Besitz derer von Bünau und verkaufte ihn 1722 an Christoph Heinrich Reichsgraf von Watzdorf († 1729) weiter, der die Reste der alten Burg wie auch des Harrasschen Schlosses abreißen ließ und ein großes Barockschloss an deren Stelle errichtete. Als sein Sohn Friedrich Carl von Watzdorf ohne Nachkommen starb, gelangte Schloss Lichtenwalde 1764 in den Besitz seiner Witwe, Henriette Sophia, geborene Gräfin Vitzthum von Eckstädt.
Ab 1783 wurde das Amt Frankenberg-Sachsenburg unter Bewahrung einer weitestgehenden Eigenständigkeit mit dem Amt Chemnitz unter einem Justizamtmann vereinigt. Die Verwaltung des Amts Lichtenwalde ging auf das Amt Augustusburg über. Für einige Bereiche war aber das Amt Frankenberg-Sachsenburg weiterhin zuständig. Die Gerichtsherrschaft des Amts Lichtenwalde existierte noch bis 1855.

## Zugehörige Orte
Schlösser
- Schloss Lichtenwalde

Dörfer
| - Auerswalde (Lichtenwalder Anteil) - Auerswalde (Rochlitzer Anteil; ab 1832) - Braunsdorf - Ebersdorf - Nieder-Garnsdorf (ab 1832) | - Ober-Garnsdorf - Gückelsberg - Lichtenwalde - Merzdorf - Niederlichtenau | - Niederwiesa - Oberlichtenau - Oberwiesa - Ortelsdorf - Ottendorf |

Die Orte Nieder-Garnsdorf und Auerswalde (Rochlitzer Anteil) gehörten bis 1832 als Exklaven zum Amt Rochlitz.